# Leptopyrgota tibialis
Leptopyrgota tibialis är en tvåvingeart som beskrevs av Georges Bernardi 1992. Leptopyrgota tibialis ingår i släktet Leptopyrgota och familjen Pyrgotidae. Inga underarter finns listade i Catalogue of Life.